# Misael Domínguez
Josué Misael Domínguez González (Torreón, 27 ottobre 1999) è un calciatore messicano, centrocampista dell'Atlético Morelia.

## Caratteristiche tecniche
È un esterno sinistro.

## Carriera

### Nazionale
Nel 2018 con la nazionale Under-20 messicana ha disputato il campionato nordamericano Under-20.

## Palmarès

### Club

#### Competizioni nazionali
- Coppa del Messico: 2

Monterrey: Apertura 2017
Cruz Azul: Apertura 2018